# Gönnsdorf

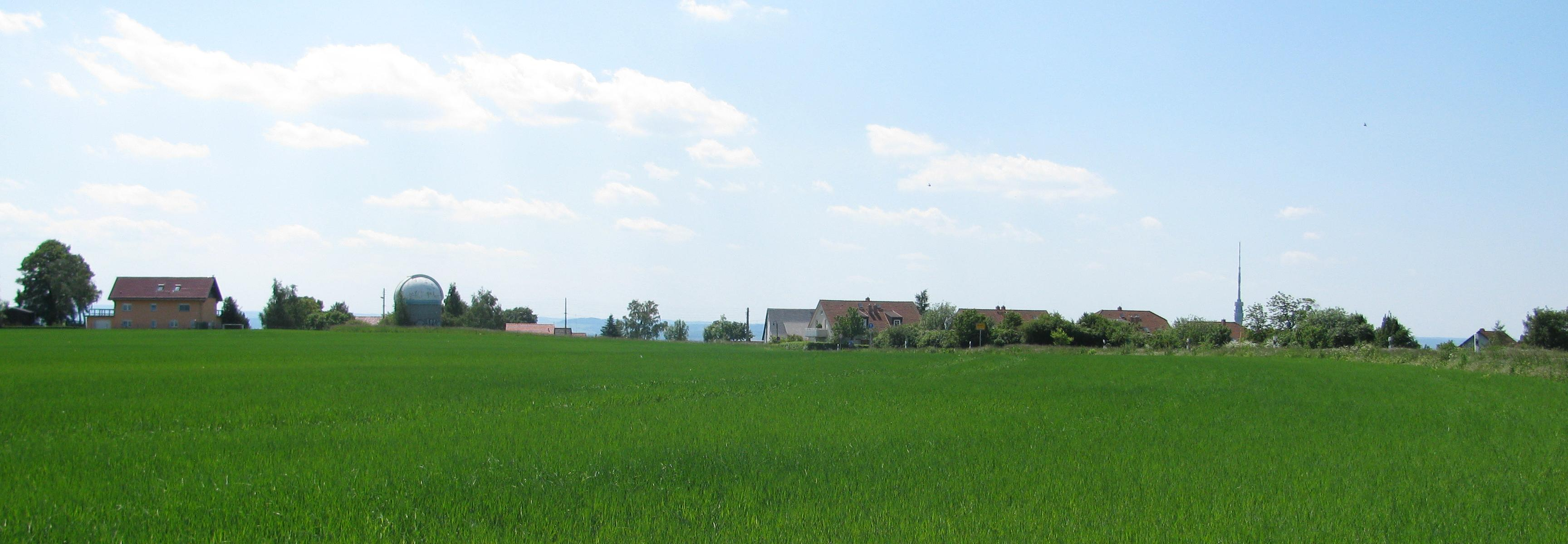
Blick auf Gönnsdorf, links die Sternwarte, rechts die Spitze des Dresdner Fernsehturms

Gönnsdorf ist ein Ortsteil der Stadt Dresden im Schönfelder Hochland.

## Geographie und Infrastruktur
In der Ortsmitte steht das alte Gutshaus mit zwei Teichen und einem Park mit einem 2020 sanierten Brunnen von 1721.
Von Gönnsdorf führen Wanderwege über den Hornweg nach Weißig und Schönfeld, durch den Zachengrund und Wachwitzgrund zur Elbe sowie durch den Helfenberger Grund nach Rockau.
In Gönnsdorf gibt es eine Gaststätte, einen Supermarkt und einen Sport- und Freizeittreff.
In Gönnsdorf befindet sich eine zwischen 1973 und 1975 von der Technischen Universität Dresden erbaute Sternwarte, die 2009 bis 2010 von einem spendenfinanzierten Verein für eine öffentliche Nutzung renoviert wurde.
Gönnsdorf ist mit dem Stadtbus 61 erreichbar, der im 20-Minuten- bzw. im 30-Minuten-Takt verkehrt.

## Geschichte

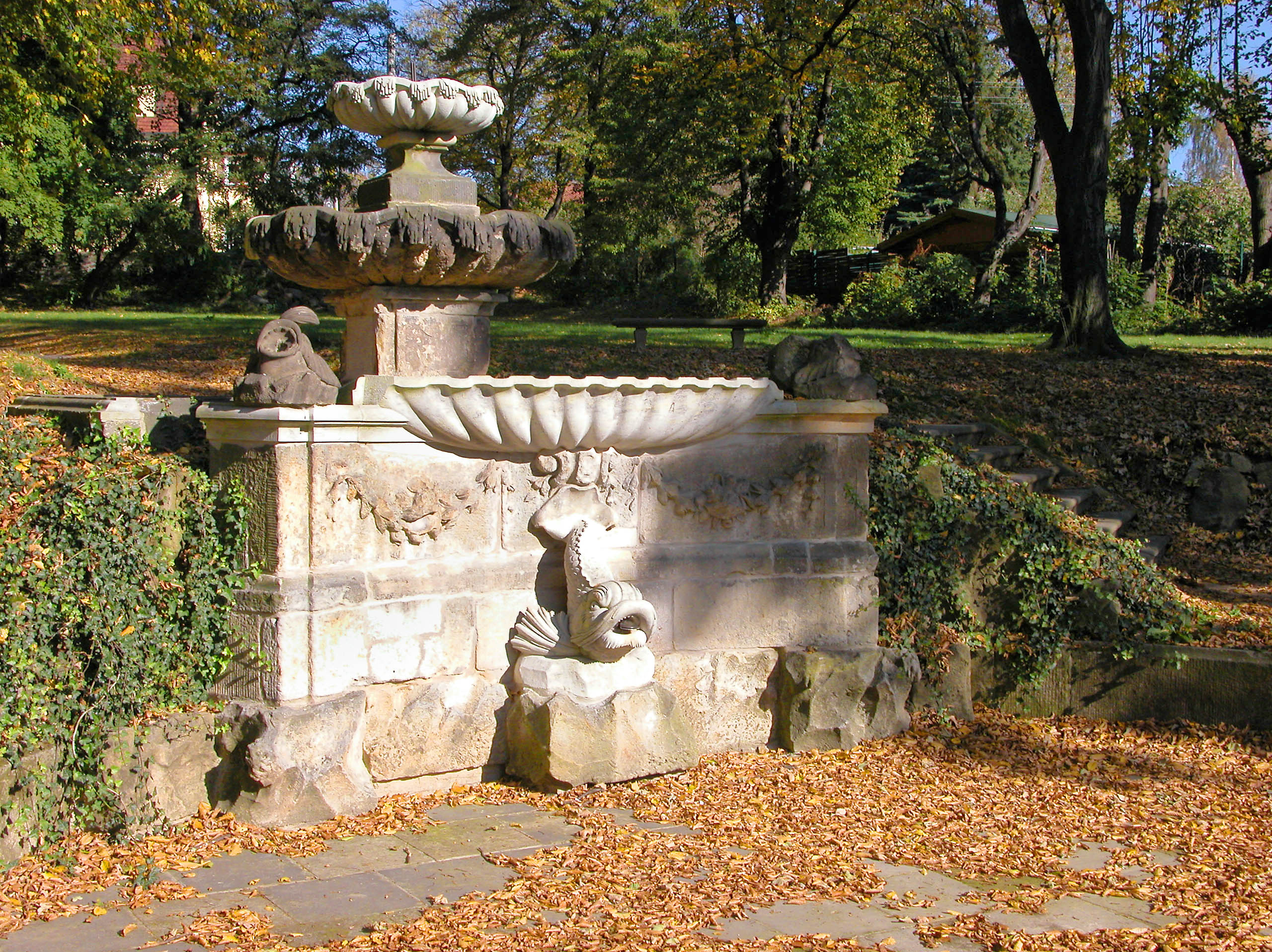
Muschelbrunnen im Schlosspark Gönnsdorf

Gönnsdorf wurde 1378 als „Godinsdorff“ erstmals urkundlich erwähnt. Der Ortsname bedeutet „Dorf eines Godwin“, geht also auf einen deutschen Personennamen zurück. Er entwickelte sich im 15. und 16. Jahrhundert über die Formen „Godinßdorf“, „Jodenstorf“, „Godestorff“, „Godißdorff“, „Godemsdorf“, „Gaudensdorf“, „Gauderßdorff“, „Godigßdorff“ und „Gönßdorff“ hin zur 1791 belegten Form „Gönnsdorf“.
Am 1. Januar 1994 schloss sich Gönnsdorf mit acht weiteren Gemeinden zu Schönfeld-Weißig zusammen. Diese Gemeinde, seit 1996 dem Landkreis Sächsische Schweiz angehörend, wurde am 1. Januar 1999 nach Dresden eingegliedert. Seither bildet Gönnsdorf mit den umliegenden Ortsteilen Pappritz, Cunnersdorf, Eichbusch, Helfenberg und Rockau den statistischen Stadtteil Gönnsdorf/Pappritz.
Seit der Wende ist die Einwohnerzahl von ca. 300 bis auf über 900 angestiegen. Ein wesentlicher Grund hierfür ist die Neuerschließung von zwei Wohngebieten (oberer und unterer „Schuldenberg“) für Reihen- und Einfamilienhäuser.
Im Jahr 2005 verkaufte die Stadt Dresden das Herrenhaus des ehemals königlichen Ritterguts an die eigens gegründete Herrenhaus Gönnsdorf GbR, der die Künstler Peter und Robert Makolies nebst Partnerinnen angehören. Sie haben es als Wohnhaus mit Atelier im Nebengebäude saniert.